# Buscapé Company
Buscapé Company Informação e Tecnologia Ltda. foi uma empresa que atuou no comércio eletrônico brasileiro entre 2006 e 2019. A companhia nasceu com a fusão das marcas Buscapé e Bondfaro, em 2006, e se tornou uma holding da Naspers em 2009, quando a empresa comprou 91% das ações.
Entre altos e baixos, a Buscapé Company teve um papel importante no mercado de tecnologia brasileiro. Além do site de comparação de preços Buscapé, a empresa detinha outras marcas, como Lomadee, Moda It e BCash!. No seu auge, em 2010, chegou a comprar 18 startups de diferentes setores.
A holding teve fim em 2019, quando foi comprada pelo Zoom, seu principal concorrente na época. O acordo também incluiu a compra de outras marcas do grupo: Bondfaro, QueBarato! e Moda It. Após a fusão, as empresas deram origem ao grupo Mosaico Tecnologia ao Consumidor.